# Spínací špendlík

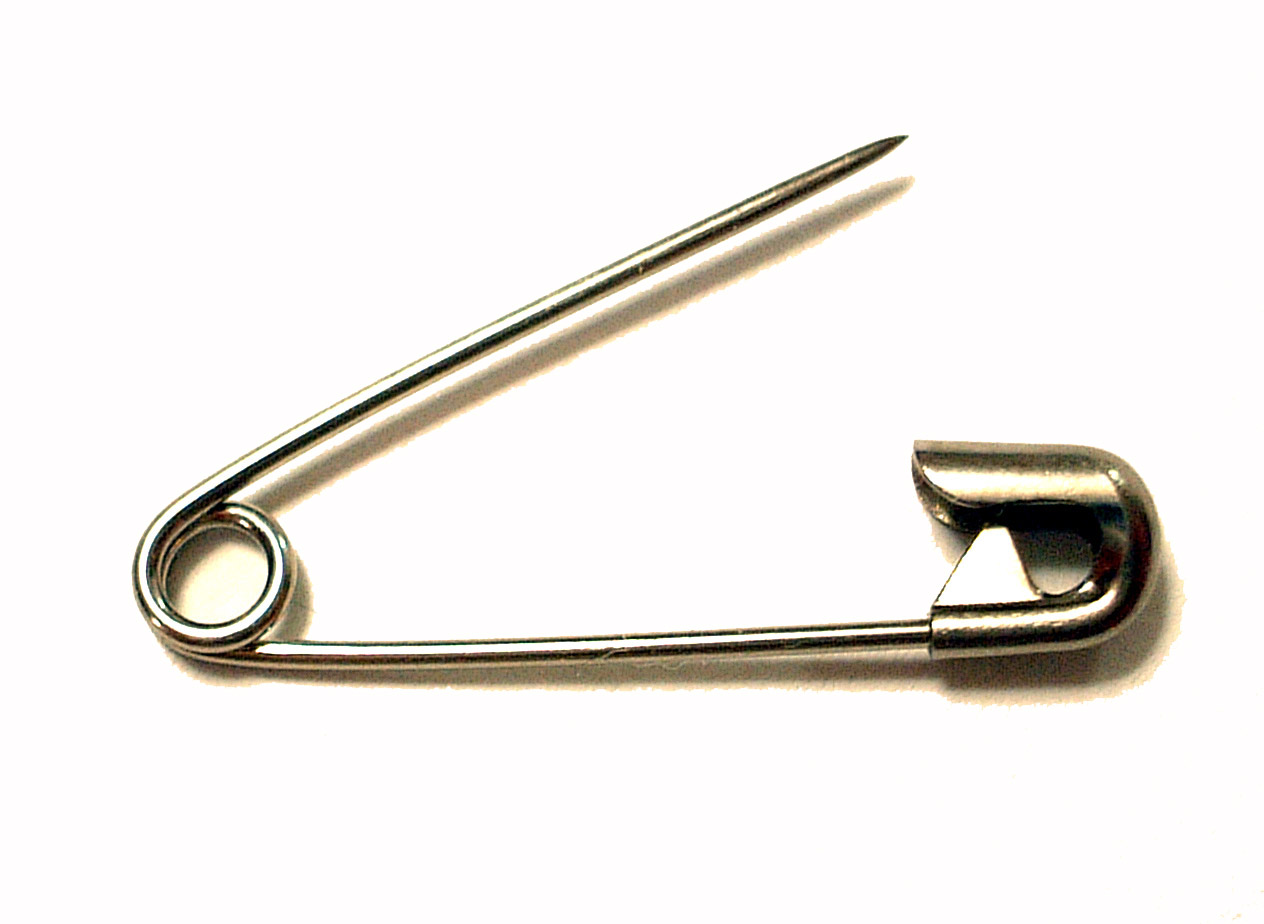
Spínací špendlík

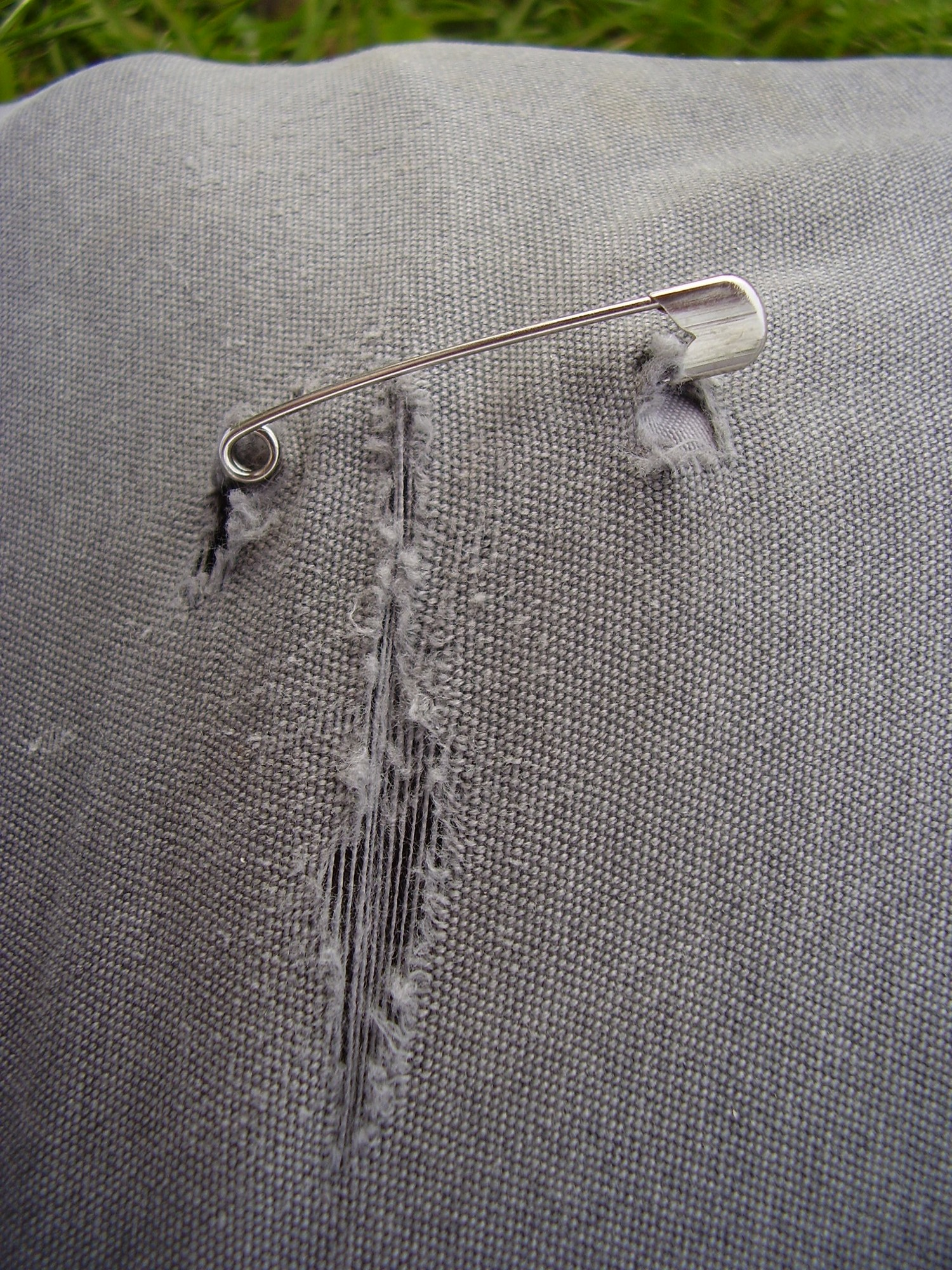
Díra v kalhotách spojená pomocí spínacího špendlíku

Spínací špendlík zvaný také zavírací špendlík nebo „sicherheitska, sicherneistka či sicherleiska“ je předmět využívaný v krejčovství.
Spínací špendlík je složitější forma špendlíku, je používán ke spojení dvou látek nebo připínání broží k oděvu. Jeho výhodou vůči klasickému špendlíku je, že po uzavření se neotevírá a tak drží spojené věci pevně při sobě. Používá se tedy na rychlé opravy oděvů. Spínací špendlík může také rychle nahradit přišití jednodírkového knoflíku.
Komunita punkerů používá spínací špendlík i jako módní doplněk k ozdobě svého oblečení či jako náušnici.